# Lumina
Lumina é uma comuna romena localizada no distrito de Constanţa, na região de Dobruja. A comuna possui uma área de 44.82 km² e sua população era de 8701 habitantes segundo o censo de 2007.